# Jaime Riveros
Jaime Eduardo Riveros Valenzuela (Quinta de Tilcoco, Región del Libertador General Bernardo O'Higgins, Chile, 27 de noviembre de 1970) es un exfutbolista chileno que se desempeñó como mediocampista. Es uno de los máximos goleadores de la Primera División de Chile con 171 goles.

## Trayectoria
Sus inicios son en el Club Caupolicán de la Estacada de Quinta de Tilcoco, pasando luego a las divisiones inferiores de O'Higgins de Rancagua en 1989.
Debutó profesionalmente en la temporada 1990, cuando era dirigido por Nelson Acosta. En esa temporada anotó su primer gol oficial a Fernández Vial en una goleada celeste por cuatro goles a cero. 
En 1992 partió a préstamo a Unión Santa Cruz. Al regresar a los celestes cumple una gran campaña en 1994 al mando de Roberto Hernández. Esa temporada situó a los celestes en el tercer lugar de la tabla y el subcampeonato de Copa Chile. 
Se destacó posteriormente como volante de creación de Cobreloa por más de cinco temporadas. Luego fichó por Santiago Wanderers, donde fue genio y figura al ser una de las piedras angulares del título conseguido el año 2001 y algunas buenas campañas posteriores, en el Apertura 2004 estableció un nuevo récord en el fútbol chileno al marcar durante 15 partidos consecutivos (marcando 21 goles), superando el registro de Juan Morcillo con la camiseta de Green Cross en 1939 (que anotó durante 12 jornadas al hilo).
En 2005 ficha en Universidad de Chile, club donde realizó una buena actuación en Copa Libertadores, aunque no brilló como en campañas anteriores, marchándose al Deportivo Cali de Colombia. La primera incursión internacional de Riveros resultó muy exitosa al conquistar el torneo Finalización cafetero, incluso marcó el gol de la victoria de su equipo en la final de vuelta frente al Real Cartagena. 
Luego de esto volvió a Chile y jugó en Huachipato, para luego pasar a Everton de Viña del Mar en 2008. En el cuadro ruletero logra una gran campaña con el histórico triunfo en la final del torneo, 3-0 sobre Colo-Colo, donde destaca marcando el segundo gol y poniendo el pase para el tercer gol con el que se coronan campeones. 
En noviembre de 2011, Jaime anuncia su retiro a final de temporada luego de más de 20 años de trayectoria, y un récord de más de 400 asistencias. Su último partido fue ante Unión San Felipe, donde el resultado terminó 1-0 a favor de Palestino.

## Selección nacional
Fue internacional 13 veces desde su debut en el seleccionado el 4 de enero de 1997 ante Armenia en Viña del Mar y convirtió 4 goles por Chile.

### Participaciones en Copa América
| Copa              | Sede    | Resultado    |
| ----------------- | ------- | ------------ |
| Copa América 1997 | Bolivia | Primera Fase |

### Participaciones en eliminatorias a la Copa del Mundo
| Eliminatoria                     | Sede                  | Resultado   | Posición | Partidos |
| -------------------------------- | --------------------- | ----------- | -------- | -------- |
| Clasificatorias Francia 1998     | Francia               | Clasificado | 4.º      | 3        |
| Eliminatorias Corea y Japón 2002 | Corea del Sur y Japón | Eliminado   | 10.º     | 3        |

## Clubes

### Como jugador
| O'Higgins · Chile | 1.ª           | 1990          | 2   | 1   | — | — | —  | — | 2   | 1   | 0,00 |
| O'Higgins · Chile | 1.ª           | 1991          | 1   | 0   | — | — | —  | — | 1   | 0   | 0,00 |
| O'Higgins · Chile | Total club    | Total club    | 3   | 1   | 0 | 0 | 0  | 0 | 3   | 1   | 0.33 |
| Deportes Santa Cruz · Chile | 2.ª           | 1992          | 24  | 6   | — | — | —  | — | 26  | 6   | 0.25 |
| Deportes Santa Cruz · Chile | Total club    | Total club    | 24  | 6   | 0 | 0 | 0  | 0 | 24  | 6   | 0.25 |
| O'Higgins · Chile | 1.ª           | 1993          | 17  | 6   | — | — | —  | — | 17  | 6   | 0.41 |
| O'Higgins · Chile | 1.ª           | 1994          | 31  | 2   | — | — | —  | — | 31  | 2   | 0.06 |
| O'Higgins · Chile | Total club    | Total club    | 48  | 8   | 0 | 0 | 0  | 0 | 48  | 8   | 0.17 |
| Cobreloa · Chile | 1.ª           | 1995          | 29  | 5   | — | — | 4  | 2 | 33  | 7   | 0.21 |
| Cobreloa · Chile | 1.ª           | 1996          | 31  | 16  | — | — | —  | — | 31  | 16  | 0.52 |
| Cobreloa · Chile | 1.ª           | 1997          | 26  | 8   | — | — | —  | — | 26  | 8   | 0.31 |
| Cobreloa · Chile | 1.ª           | 1998          | 30  | 8   | — | — | —  | — | 30  | 8   | 0.27 |
| Cobreloa · Chile | 1.ª           | 1999          | 41  | 20  | — | — | —  | — | 41  | 20  | 0.49 |
| Cobreloa · Chile | 1.ª           | 2000          | 26  | 20  | — | — | 4  | 0 | 30  | 20  | 0.67 |
| Cobreloa · Chile | Total club    | Total club    | 183 | 77  | 0 | 0 | 8  | 2 | 191 | 79  | 0.41 |
| Santiago Wanderers · Chile | 1.ª           | 2001          | 29  | 8   | — | — | —  | — | 29  | 8   | 0.28 |
| Santiago Wanderers · Chile | 1.ª           | 2002          | 23  | 4   | — | — | 9  | 3 | 32  | 7   | 0.22 |
| Santiago Wanderers · Chile | 1.ª           | 2003          | 23  | 5   | — | — | —  | — | 23  | 5   | 0.22 |
| Santiago Wanderers · Chile | 1.ª           | 2004          | 36  | 24  | — | — | 2  | 0 | 38  | 24  | 0.63 |
| Santiago Wanderers · Chile | Total club    | Total club    | 111 | 41  | 0 | 0 | 11 | 3 | 122 | 44  | 0.36 |
| Universidad de Chile · Chile | 1.ª           | 2005          | 16  | 2   | — | — | 8  | 0 | 24  | 2   | 0.08 |
| Universidad de Chile · Chile | Total club    | Total club    | 16  | 2   | 0 | 0 | 8  | 0 | 24  | 2   | 0.08 |
| Deportivo Cali · Colombia | 1.ª           | 2005          | 11  | 1   | — | — | 1  | 0 | 12  | 1   | 0.08 |
| Deportivo Cali · Colombia | Total club    | Total club    | 11  | 1   | 0 | 0 | 1  | 0 | 12  | 1   | 0.08 |
| Santiago Wanderers · Chile | 1.ª           | 2006          | 15  | 1   | — | — | —  | — | 15  | 1   | 0.07 |
| Santiago Wanderers · Chile | Total club    | Total club    | 15  | 1   | 0 | 0 | 0  | 0 | 15  | 1   | 0.07 |
| Huachipato · Chile | 1.ª           | 2006          | 16  | 7   | — | — | 2  | 0 | 18  | 7   | 0.39 |
| Huachipato · Chile | 1.ª           | 2007          | 37  | 13  | — | — | —  | — | 37  | 13  | 0.35 |
| Huachipato · Chile | Total club    | Total club    | 53  | 20  | 0 | 0 | 2  | 0 | 55  | 20  | 0.36 |
| Everton · Chile | 1.ª           | 2008          | 42  | 12  | — | — | —  | — | 42  | 12  | 0.29 |
| Everton · Chile | 1.ª           | 2009          | 29  | 7   | — | — | 6  | 1 | 35  | 8   | 0.23 |
| Everton · Chile | Total club    | Total club    | 71  | 19  | 0 | 0 | 6  | 1 | 77  | 20  | 0.26 |
| Unión Temuco · Chile | 2.ª           | 2010          | 18  | 4   | — | — | —  | — | 18  | 4   | 0.22 |
| Unión Temuco · Chile | Total club    | Total club    | 18  | 4   | 0 | 0 | 0  | 0 | 18  | 4   | 0.22 |
| Palestino · Chile | 1.ª           | 2010          | 12  | 0   | — | — | —  | — | 12  | 0   | 0,00 |
| Palestino · Chile | 1.ª           | 2011          | 33  | 2   | — | — | —  | — | 33  | 2   | 0.06 |
| Palestino · Chile | Total club    | Total club    | 45  | 2   | 0 | 0 | 0  | 0 | 45  | 2   | 0.04 |
| Total carrera | Total carrera | Total carrera | 598 | 182 | 0 | 0 | 36 | 6 | 634 | 188 | 0.3  |
| (1) Incluye datos de Primera División de Chile, Primera B de Chile y Categoría Primera A. (2) Incluye datos de Copa Chile. (3) Incluye datos de Copa Libertadores, Copa Sudamericana y Copa Conmebol. |               |               |     |     |   |   |    |   |     |     |      |

### Como entrenador
| Club                | País  | Año       |
| ------------------- | ----- | --------- |
| Deportes Santa Cruz | Chile | 2014-2015 |

## Palmarés

### Campeonatos nacionales
| Título           | Club               | País     | Año     |
| ---------------- | ------------------ | -------- | ------- |
| Primera División | Santiago Wanderers | Chile    | 2001    |
| Primera División | Deportivo Cali     | Colombia | 2005-II |
| Primera División | Everton            | Chile    | 2008-A  |

### Distinciones individuales
| Distinción                                                                      | Año  |
| ------------------------------------------------------------------------------- | ---- |
| Futbolista del año en Chile                                                     | 2001 |
| Récord de Fechas Seguidas Marcando Goles 15 con 21 goles                        | 2004 |
| Mejor incorporación de Wanderers en la historia según El Mercurio de Valparaíso | 2004 |
| Parte del Equipo Ideal de la Revista "El Gráfico" Chile                         | 2008 |
| Parte del Equipo Bicentenario de Santiago Wanderers                             | 2010 |